# Beurre de tourbière

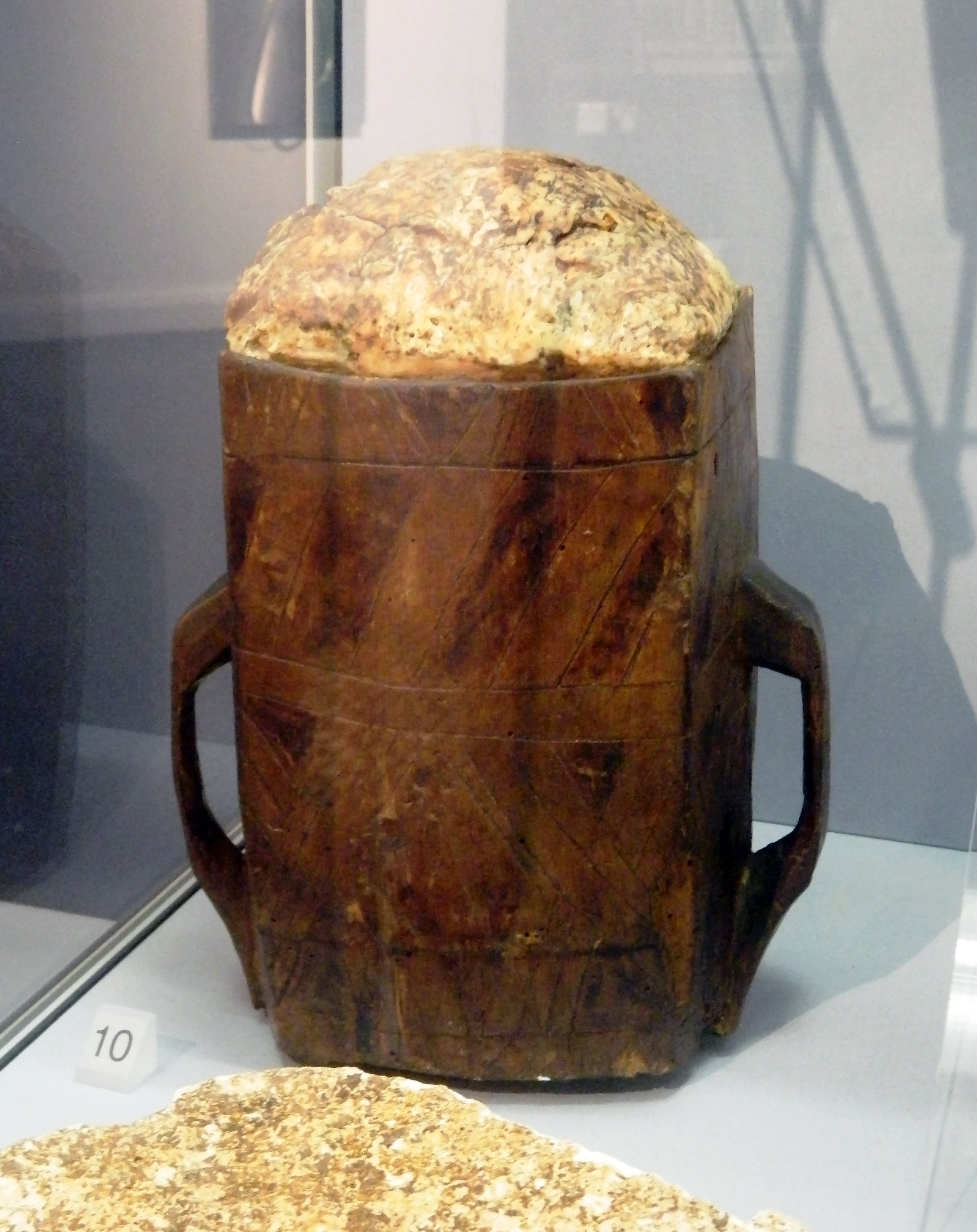
Beurre de tourbière dans un mether en bois, datant du (Ulster Museum).

Le beurre de tourbière est une substance grasse, de texture cireuse et de teinte blanc crème ou jaunâtre, découverte enfouie dans les tourbières, le plus souvent dans des contenants en bois, en particulier en Irlande (quelque 500 spécimens recensés) et en Écosse. Classé au XIXe siècle parmi les minéraux organiques sous le nom de butyrellite, il est fabriqué à partir du lait de ruminants ou, plus rarement, de graisse animale. Il a été produit principalement depuis l'âge du fer jusqu'au Moyen Âge tardif. Les principales raisons évoquées pour cette pratique d'enfouissement sont l'offrande aux dieux, la conservation au froid et à l'abri de l'air et l'affinage.

## Terminologie
En 1824, Robert Jameson décrit sous le nom de « mountain tallow » (suif de montagne) une substance grasse, minérale selon lui, découverte en Écosse, dans une tourbière au bord du Loch Fyne, et qui aurait déjà été observée en 1736 sur la côte finlandaise et plus tard dans un lac suédois,.
Le terme « bog butter » (beurre de tourbière) est introduit en 1845 par E. Luck pour désigner un produit hydrocarboné, semblable au beurre, trouvé dans les tourbières.
La « butyrite » est décrite par Ernst Friedrich Glocker, en 1847, comme un minéral organique d'origine naturelle, de la consistance du beurre. En 1868, dans son System of Mineralogy, James Dwight Dana renomme la butyrite du nouveau nom de « butyrellite ».
Dans son catalogue des antiquités du musée de l'Académie royale d'Irlande publié en 1857, William Wilde parle de « bog butter » ou « mineral tallow » (suif minéral).
Tenison (1860) confond le beurre de tourbière avec l'adipocire ou graisse de cadavre.

## Description
Le beurre de tourbière est une matière grasse d'origine animale, produite à partir de lait ou, parfois, de graisse de viande. Il se présente sous forme de blocs de texture cireuse et spongieuse, friables, de teinte blanc crème, grisâtre ou jaunâtre, ressemblant à du vieux Stilton cheese, enfouis dans les tourbières,. Il se trouve habituellement dans des contenants en bois (notamment d'aulne, chêne et bouleau), de formes diverses (seaux, tonneaux, fûts, barattes, methers…), d'une seule pièce creusée dans un tronc d'arbre, avec parfois un fond et un couvercle distincts, ou très rarement constitués d'un assemblage de merrains, ou dans des paniers en osier. Il est parfois enveloppé de fibres végétales (Cypéracées ou Graminées,  Eriophorum vaginatum, Agrostis sp., ou mousses, Hypnum cupressiforme), d'écorce ou de cuir, ou contenu dans des vessies, des panses ou des boyaux d'animaux, plus rarement enfoui à même la tourbe, sans emballage.
Selon Wilde, le beurre de tourbière a un goût qui rappelle le spermaceti. Il présente une forte odeur de vieux fromage ; bien que ce beurre vieux de plusieurs siècles soit théoriquement encore comestible, il est déconseillé de le consommer.

## Historique des découvertes

### Mentions anciennes

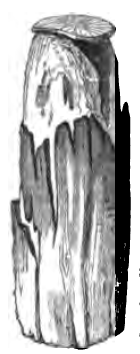
Dessin d'un tonneau de bois contenant du beurre de tourbière, trouvé en Irlande et conservé au musée de l'Académie royale d'Irlande (1857).

En 1652, dans son Ireland's Natural History, Gerard Boate mentionne des substances grasses trouvées dans les tourbières irlandaises, sans utiliser le terme « bog butter », mais la description qu'il en donne correspond à ce qui est appelé « beurre de tourbière ».
En 1672, William Petty cite « du beurre devenu très rance conservé dans les tourbières » parmi d'autres aliments communs en Irlande. Dans le compte-rendu de ses voyages en Irlande, rédigé en 1681, Thomas Dineley (en) décrit des paniers d'osier remplis de beurre mélangé avec une sorte d'ail et enterrés dans des tourbières pour obtenir un aliment au goût prononcé pour le Carême. 

### Premières trouvailles documentées
La première découverte documentée en Écosse serait celle au bord du Loch Fyne, analysée par Jameson en 1824.
En 1857, William Wilde cite plusieurs spécimens de beurre de tourbière provenant d'Irlande, où les premières trouvailles documentées remontent aux années 1820 : il décrit et illustre un tonneau de beurre de tourbière, d'une seule pièce « a single-piece barrel, which enclosed a fine specimen of bog-butter », haut de 26 pouces (66 cm) pour une circonférence de 32 pouces (81 cm).
Des quelque 167 découvertes signalées entre 1830 et 1839, aucune ne semble avoir été conservée, ces trouvailles étant considérées comme banales à l'époque. Un total de 274 découvertes publiées dans des journaux ou enregistrées dans des musées régionaux ou nationaux en Irlande (244 échantillons) et en Écosse (26 échantillons) ont été répertoriées pour la période comprise entre 1817 et 1997. En 2016, 430 découvertes datant du XIXe au XXIe siècle étaient recensées en Irlande ; en 2024, ce nombre est évalué à 500, mais le décompte exact est difficile car de nombreuses trouvailles conservées dans des collections privées ou des musées locaux ne sont pas répertoriées. Le musée national d'Irlande en possède plus de 130 exemplaires et des spécimens sont exposés ou conservés dans plusieurs musées irlandais, entre autres au musée de Meath, au musée de Cavan, au musée du comté de Fermanagh dans le château d'Enniskillen (en) et au musée du Beurre de Cork (en),, ainsi qu'au musée national d'Écosse. 
Les sites irlandais de découvertes se trouvent principalement à l'ouest du Shannon, dans les comtés de Clare, Galway, Leitrim, Mayo, Roscommon et Sligo, tandis qu'ils sont plus rares dans les comtés de Cork et Limerick, traditionnellement connus pour leur industrie laitière.

### Trouvailles récentes en Irlande
Plusieurs trouvailles notables ont lieu en Irlande au XXIe siècle :
- 2009 : un fût de chêne d'un mètre de haut, rempli de beurre (poids total de l'ensemble 35 kg), près de Gilltown, dans le comté de Kildare[10] ;
- 2011 : un bloc de 100 livres (45 kg), dans un tonneau en bois à deux anses, d'un pied de diamètre (30 cm) et de deux pieds de haut (61 cm), à plus de deux mètres de profondeur dans la tourbière Ballard, à Tullamore, dans le comté d'Offaly[36] ;
- 2011 : un bloc de 28 livres (12,7 kg), dans un tonneau en bois, à trois à quatre pieds de profondeur dans la tourbière de Shancloon, au nord de Galway[37] ;
- 2014 : un bloc de 35 livres (15,9 kg, datant d'entre 1030 et 1150 apr. J.-C., dans la tourbière de Carrownagiltagh, près de Tempo (en) dans le comté de Fermanagh[31] ;
- 2016 : un bloc de 10 kg, datant de plus de 2 000 ans, à 3,60 m de profondeur, dans la tourbière d'Emlagh, dans le comté de Meath[38],[18],[39],[40] ;
- 2024 : un bloc parallélipidique, de 22–25 kg, avec des restes d'un contenant en bois, dans une ancienne tourbière à Loughfad, Portnoo, dans le comté de Donegal[41].

### Trouvailles en Écosse
La découverte de blocs de beurre de tourbière est beaucoup plus rare en Écosse, où aucune trouvaille récente n'a été signalée. Les découvertes anciennes sont très peu documentées, les plus notables ont eu lieu
- en 1879 à Gleann Geal (ceb), Morvern, Argyllshire : un fût de 72,5 cm de haut et 42 cm de diamètre, creusé dans un tronc de bouleau, avec un fond et un couvercle, daté entre 247 et 140 av. J.-C.[11] ;
- en 1884 à Kyleakin, sur l'île de Skye : plusieurs petits fûts de beurre dont l'un, haut de 14 pouces (35,5 cm) avec un diamètre de 13 pouces (33 cm) dans sa partie la plus large[42], est daté d'entre 401 et 255 av. J.-C.[43],[44].

### Trouvailles en Islande et sur le continent européen
Selon Synnott, du beurre de tourbière aurait été découvert dans plusieurs pays du nord-ouest de l'Europe, mais il ne fournit aucune donnée précise, ni récente. Les mentions anciennes en Islande, en Finlande et en Suède ne sont pas documentées non plus,,.

## Composition

### Analyses chimiques
Les analyses effectuées en 1826 par Edmund Davy sur un bloc de matière grasse, découvert l'année précédente dans une tourbière à Ballinasloe, dans le comté de Galway en Irlande, l'amènent à conclure qu'il s'agit effectivement d'une substance d'origine animale, plus précisément de suif et non de beurre. Le beurre de tourbière ou butyrellite continue pourtant à être considéré comme une substance minérale organique d'origine naturelle et végétale comme le dit John Plant en 1879 :

« L'analyse scientifique permet de démontrer que la substance appelée « beurre de tourbe » est une production parfaitement naturelle provenant de la décomposition des matières végétales formant la tourbe et qu'elle appartient à la nombreuse famille des résines minérales ou des composés hydrocarbonés. »

De nouvelles analyses réalisées par William Ivison Macadam (en) en 1885 sur dix échantillons, dont sept d'origine irlandaise et trois d'origine écossaise, montrent une composition chimique très proche de celle du beurre. La présence habituelle de contenants en bois ou d'un emballage de fibres végétales et l'observation de poils de bovidés l'amènent à affirmer que la butyrellite est un artéfact d'origine animale et doit être rayée de la liste des résines minérales,.
Des analyses par chromatographie en phase gazeuse effectuées sur neuf échantillons originaires d'Écosse révèlent qu'ils sont principalement composés d'acide palmitique et d'acide stéarique et que six d'entre eux dérivent de matière grasse de produits laitiers, tandis que trois proviennent de tissus adipeux de ruminants.
Le beurre de tourbière est constitué de 94 à près de 100% de lipides, soit 10 à 15% de plus que le beurre moderne, et moins de 1% d'eau ; il ne contient que très peu d'acides gras à chaînes courtes caractéristiques du beurre moderne, ces derniers ayant sans doute été relâchés dans le sol ou décomposés par les micro-organismes,. Il ne contient pas de sel, ; cette particularité pourrait s'expliquer par la dissolution de celui-ci dans le milieu ambiant au fil du temps ou par le coût important du sel qui limitait son utilisation dans la conservation des aliments.

### Analyse génétique
L'extraction d'ADN de blocs de beurre de tourbière provenant d'Irlande montre la présence d'ADN bovin dans les trois échantillons analysés.

## Datation
Les premières datations ont été faites non pas sur le beurre lui-même, mais de manière empirique sur base de la forme et de la décoration des contenants en bois dans lesquels il était placé,,. Ces observations ont été ensuite précisées par des datations au carbone 14. Des datations réalisées sur 37 échantillons révèlent que seuls trois exemplaires remontent à l'âge du bronze (entre 2000 et 1000 av. J.-C.),, ; les autres exemplaires les plus anciens datent de l'âge du fer (VIIIe siècle av. J.-C.). Le nombre de blocs de beurre enfouis dans les tourbières irlandaises à l'époque médiévale semble particulièrement important, cette pratique s'étant activement poursuivie jusqu'au XVIe siècle, se prolongeant plus sporadiquement jusqu'au XVIIIe siècle, comme en témoigne un fût de beurre, découvert dans la tourbière de Kirnakill Bay, dans le comté de Galway, sur lequel était gravée la date « 1789 ».

## Pratique ancienne de l'enfouissement
Plusieurs hypothèses ont été émises pour expliquer les raisons de l'enfouissement du beurre dans les tourbières,, la question centrale étant de déterminer si le but était de le récupérer par la suite à des fins alimentaires. Trois raisons principales sont proposées : offrandes votives, conservation saisonnière ou développement du goût. Il est aussi possible qu'un glissement progressif se soit produit à partir d'une pratique rituelle à la préhistoire, vers une pratique utilitaire au Moyen-Âge, en corrélation avec les progrès des techniques de transformation des produits laitiers. D'autres motifs plus fantaisistes ont également été avancés : perte lors du transport, réserves cachées lors d'invasions, planque de beurre volé non récupéré.

### Offrandes votives
Les petits blocs de beurre enfouis directement au contact de la tourbe sans emballage sont présumés n'avoir pas été destinés à être exhumés, ils pourraient donc constituer des offrandes aux dieux,,. Denrée de luxe digne d'être offerte aux dieux, le beurre était en effet un produit habituel dans les rituels d'action de grâce ou de prière pour obtenir leurs faveurs.

### Conservation
L'étude détaillée des contenants de beurre exhumés des tourbières montre que la plupart de ces récipients, coûteux et portant parfois des traces de réparation, étaient couramment employés pour la production et le stockage de produits laitiers et non spécifiquement fabriqués pour être enfouis dans la tourbe,. Le milieu anoxique et froid des tourbières offre de bonnes conditions de conservation : le beurre d'été pouvait de la sorte être conservé durant la mauvaise saison, comme dans un réfrigérateur,,,. Ce mode de conservation mettait également à l'abri d'un pillage cette denrée de grande valeur. La conservation du beurre enfoui dans les tourbières est aussi pratiquée en Inde.

### Affinage et fermentation
L'enfouissement du beurre à l'abri de l'air et au froid permettrait d'adoucir un goût désagréable dû à l'alimentation du bétail, tout en développant d'autres saveurs plus recherchées, ou de laisser à des arômes ajoutés le temps d'imprégner le beurre.

## Utilisations
Dans les siècles passés, les blocs de beurre mis au jour dans les tourbières constituaient un bon revenu d'appoint pour les exploitants de la tourbe : en effet, considéré comme n'étant plus comestible, le beurre était vendu comme lubrifiant pour les calèches et chariots.
Un bloc de 23 livres (12 kg) découvert en 1817 dans les Galtees (en) a servi à fabriquer des chandelles.

## Intérêt contemporain

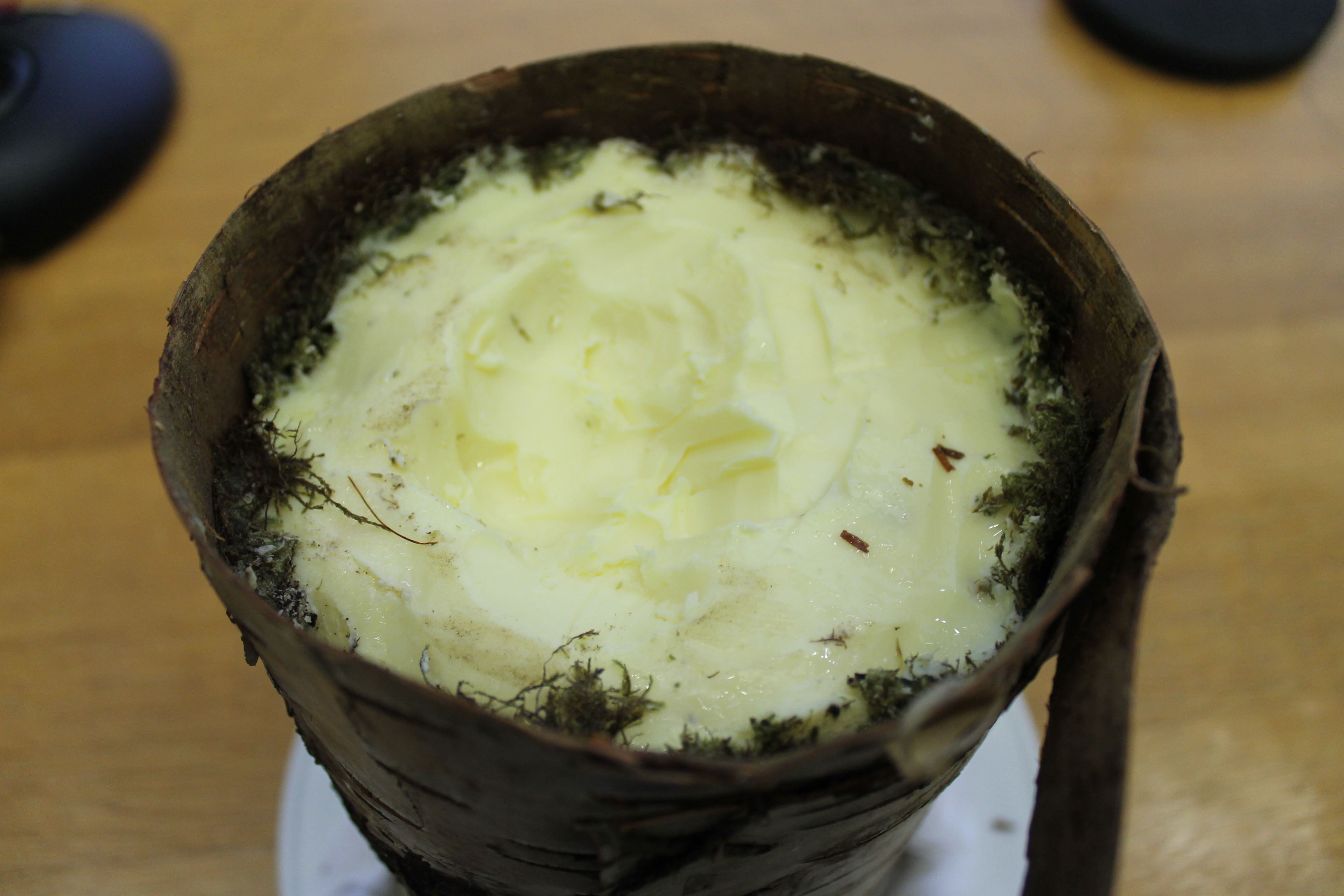
Reconstitution archéologique de beurre de tourbière.

En Irlande, au XXIe siècle, des chercheurs et des amateurs tentent de reproduire cette pratique ancestrale, avec un succès mitigé, le goût terreux du beurre exhumé étant plutôt désagréable,.
Un fabricant de beurre suédois, Patrik Johansson, expérimente le stockage et le vieillissement du beurre dans la tourbe, suscitant l'intérêt des grands restaurateurs.